# HP FOCUS
HP FOCUS — микропроцессор производства компании Hewlett-Packard, выпущен в 1982 году. Стал первым коммерческим, однокристальным, полностью 32-битным ЦПУ выпущенным на рынок. В то время все 32-битные микропроцессоры конкурентов (DEC, IBM, Prime Computer и т. д.) были изготовлены в виде нескольких микросхем, составлявших модульную конструкцию центрального процессора. Архитектура FOCUS, в которую входили центральный процессор FOCUS, процессор ввода-вывода Focus IOP, блок управления памятью Focus MMU, динамическая RAM 16Kx8 (с четырёхтранзисторной ячейкой, использовалась как кэш) и таймер, использовалась в серии серверов и рабочих станций HP 9000 Series 500 (изначально были выпущены под названием HP 9020 и, неофициально, назывались HP 9000 Series 600). Процессор FOCUS имел стековую архитектуру, систему команд состоявшую более чем из 230 команд (как 32-битных, так и 16-битных), сегментированную модель памяти и не имел регистров общего назначения, доступных программисту. Мог использоваться в многопроцессорных (до 3 штук) конфигурациях. Производительность процессора — примерно 1 MIPS. Проект процессора FOCUS во многом был вдохновлён более ранним процессором Hewlett-Packard, изготовленным по технологии кремний на сапфире, и использовавшимся в 16-битных машинах серии HP 3000.
Кристалл процессора содержал 450 тысяч транзисторов. Из-за высокой плотности размещения n-МОП-III интегральных микросхем проблемой стало рассеивание тепла. Поэтому микросхемы устанавливались на специальную печатную плату с расположенной по центру медной пластиной толщиной около 1 мм, называвшейся «finstrate» (см. Direct Bonded Copper) и выполнявшей роль радиатора.